# Ешпорте Клубе Жувентуде
Жувентуде (на португалски: Esporte Clube Juventude, изговаря се по-близо до Испорти Клуби Жувентуди) е бразилски футболен отбор от Кашиас ду Сул, Риу Гранди ду Сул.
Жувентуде е основан на 29 юни, 1913 г. от 35 младежи от италианската общност в Кашиас ду Сул.
На 20 юли, 1913 отборът изиграва първия си мач в своята история срещу отбора от град Карлош Барбоса – Серано.
Срещата завършва 4 – 0 в полза на Жувентуде.
На 8 март, 1915 клубът отбелязва и първи загубен мач.
Фусбал де Монтенегро ги побеждава с 4 – 1.
През 2000 г. Жувентуде играе за първи път в Копа Либертадорес, но е отстранен още в първия етап на надпреварата.